# Ratha Jatra

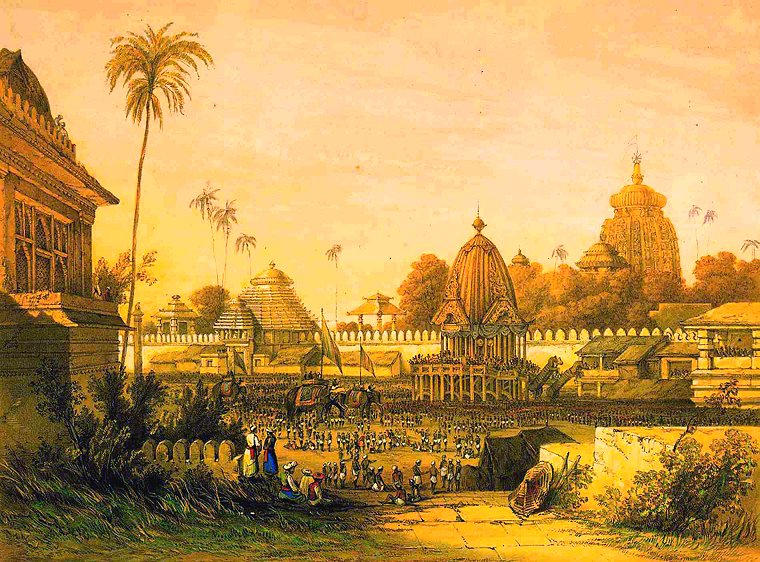
Festiwal Wozów na XIX-wiecznym obrazie Jamesa Fergussona

Ratha Jatra (dewanagari रथ यात्रा, ang. Rath Yatra, festiwal wozów) – hinduistyczny festiwal, procesja ogromnych wozów wiozących figury:
- Dźagannathy (Kryszny),
- Subhadry i
- Balaramy.

Festiwal upamiętnia podróż Kryszny, Subhadry i Balarama z Dwarki na pola Kurukśetra. Pierwotnie organizowany w Puri w Indiach.
W czasach kolonialnych chrześcijańscy misjonarze rozgłaszali pogłoski, jakoby fanatyczni krysznaici rzucali się pod koła wozów w celu osiągnięcia wyzwolenia. W rzeczywistości dochodziło wielokrotnie do tratowania ludzi w gigantycznym tłumie, jaki gromadził Festiwal Wozów.
Na Zachodzie Ratha Jatra organizowana jest przez ISKCON i społeczności hinduskie.

## W Polsce
Od 2009 Świątynia Nowe Nawadwip we Wrocławiu zapoczątkowała organizowanie pierwszych w Polsce Festiwali Wozów (Ratha Jatra). Odbywają się w lipcu lub sierpniu.

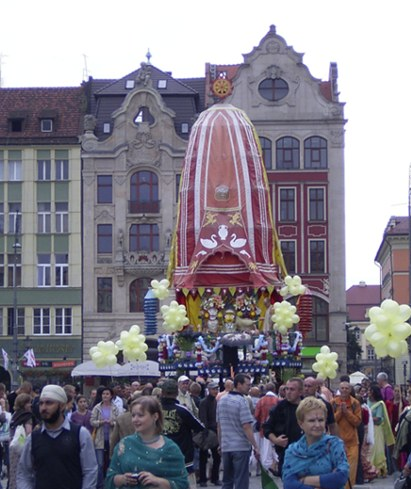
Drugi Festiwal Ratha Yatra we Wrocławiu w 2010 r.
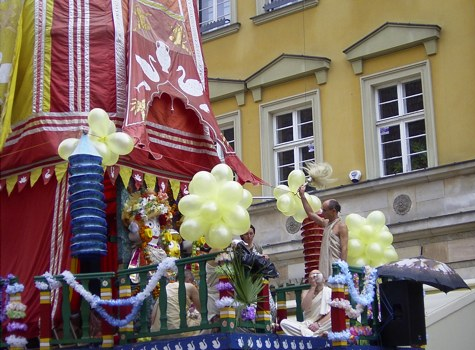
Bramini na wozie przed murti Kryszny, Balaramy i Subhadry
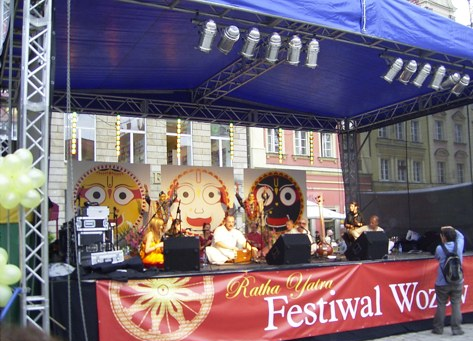
Scena na wrocławskim rynku podczas obchodów Ratha Yatry w 2010 r.